# Cmentarz żydowski w Ostrowie Lubelskim
Cmentarz żydowski w Ostrowie Lubelskim – kirkut powstał około 1700. Mieścił się przy drodze z Ostrowa do Bójek. Nie zachowały się żadne fragmenty macew. Cmentarz ma obszar 1,5 ha. Obecnie teren cmentarza jest zabudowany. Cmentarz znajduje się przy obecnej ul. Batalionów Chłopskich, po jej zachodniej stronie na wysokości ul. Unickiej.